# بلندگوی لسلی

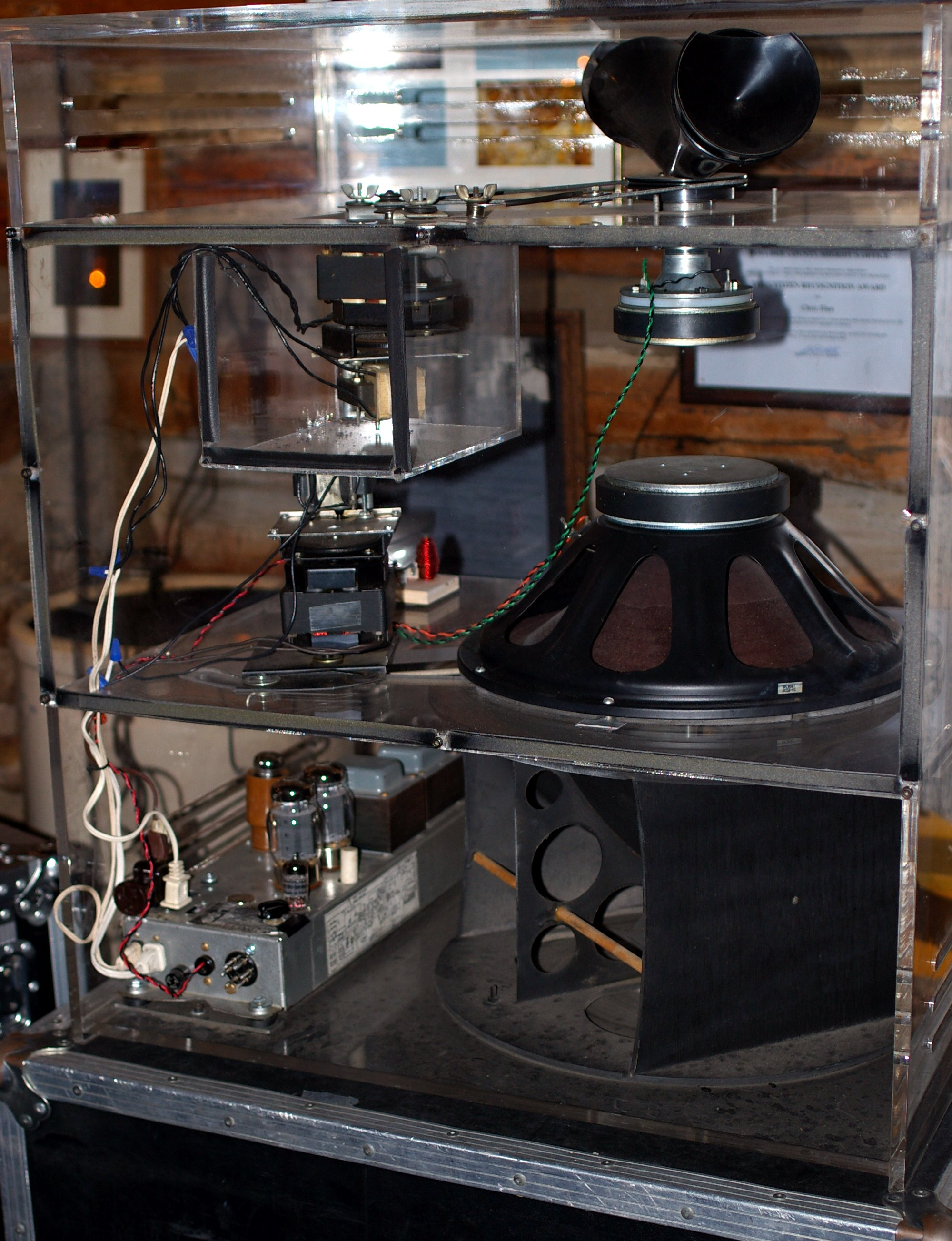
بلندگوی لسلی با تقویت کننده در جعبه شفاف

بلندگوی لسلی (بلندگوی گردان) (به انگلیسی: Leslie Speaker) ساختاریست تشکیل شده از تقویت کننده/بلندگو که برای
ایجاد تغییر در صدا با استفاده از اثر داپلر توسط دانلد لسلی اختراع شده.